# Lutynia (powiat kłodzki)
Lutynia (niem. Leuthen) – wieś w Polsce położona w województwie dolnośląskim, w powiecie kłodzkim, w gminie Lądek-Zdrój.

## Położenie
Zasadnicza część miejscowość rozciąga się jest wzdłuż doliny potoku Luta, nieliczne domy położone są wzdłuż przebiegającej południowym zboczem Granicznej Drogi Królewskiej prowadzącej do Przełęczy lądeckiej i Travnej w Czechach, na wysokości około 520–580 m n.p.m. Do Lutyni należy też dawna miejscowość Ułęże.

## Podział administracyjny
W latach 1975–1998 miejscowość należała administracyjnie do województwa wałbrzyskiego.

## Historia
Pierwsze wzmianki o Lutyni pochodzą z 1346 roku, wieś miała wtedy nazwę Lutein i należała do państwa karpieńskiego. Miejscowość rozwijała się szybko ponieważ była położona na szlaku handlowym. Dwukrotnie (w XVI i na początku XIX wieku) rozpoczynano tutaj wydobycie rud ołowiu i srebra, lecz złoża okazały się zbyt małe do eksploatacji. W czasie trwania wojny trzydziestoletniej mieszkańcy Lutyni brali udział w krwawo stłumionych buntach na tle religijnym. W roku 1641 wieś została kupiona przez radcę cesarskiego Jana Zygmunta Hoffmana, ówczesnego właściciela uzdrowiska w Lądku. Od 1736 roku należała do miasta, a jej rozwój zapewniali kuracjusze, którzy podczas spacerów zatrzymywali się w miejscowej gospodzie. Przed 1786 rokiem miejscowość otrzymała kaplicę modlitewną, a w 1830 roku uruchomiono tu szkołę. Lutynia mimo sprzyjających warunków w XIX wieku nie rozwinęła się, ale stała się obok swego przysiółku Ułęże wsią turystyczną, związaną z Lądkiem. W 1908 roku zamieszkiwało Lutynię 248 osób, najwięcej w porównaniu z innymi latami. W 1978 roku były tu 22 gospodarstwa rolne, w 1988 roku ich liczba spadła do 14. Obecnie Lutynia to niewielka wieś rolnicza.

## Demografia
Jest to najmniejsza miejscowość gminy Lądek-Zdrój. Według Narodowego Spisu Powszechnego w marcu 2011 roku posiadała 51 mieszkańców.

## Zabytki i atrakcje
- Kościół św. Jana Nepomucena w Lutyni wzniesiony około 1784 r.[5]
- Ruiny kopalni ołowiu i srebra Nowy Filip
- Bazaltowe Słupy
- Czarne Urwisko
- Szwedzkie Szańce
- Studnia z 1906 roku, ulokowana w centrum wsi[5]
- Pensjonat Geo Vita z aleją drzew zasadzonych przez wybitnych naukowców związanych z gazownictwem (w tym dwóch laureatów nagrody Nobla), aktorów i sportowców

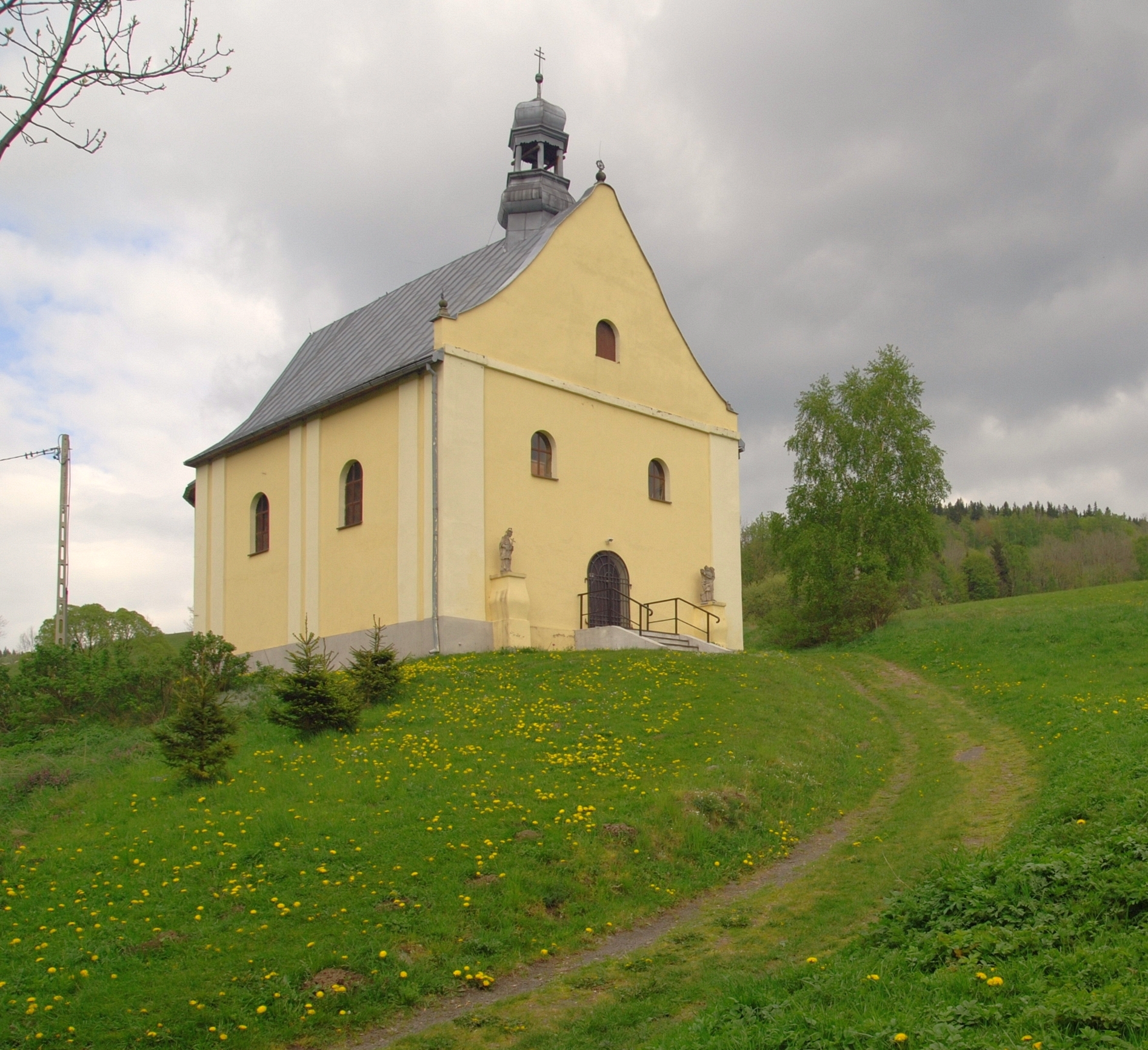
Kościół św. Jana Nepomucena
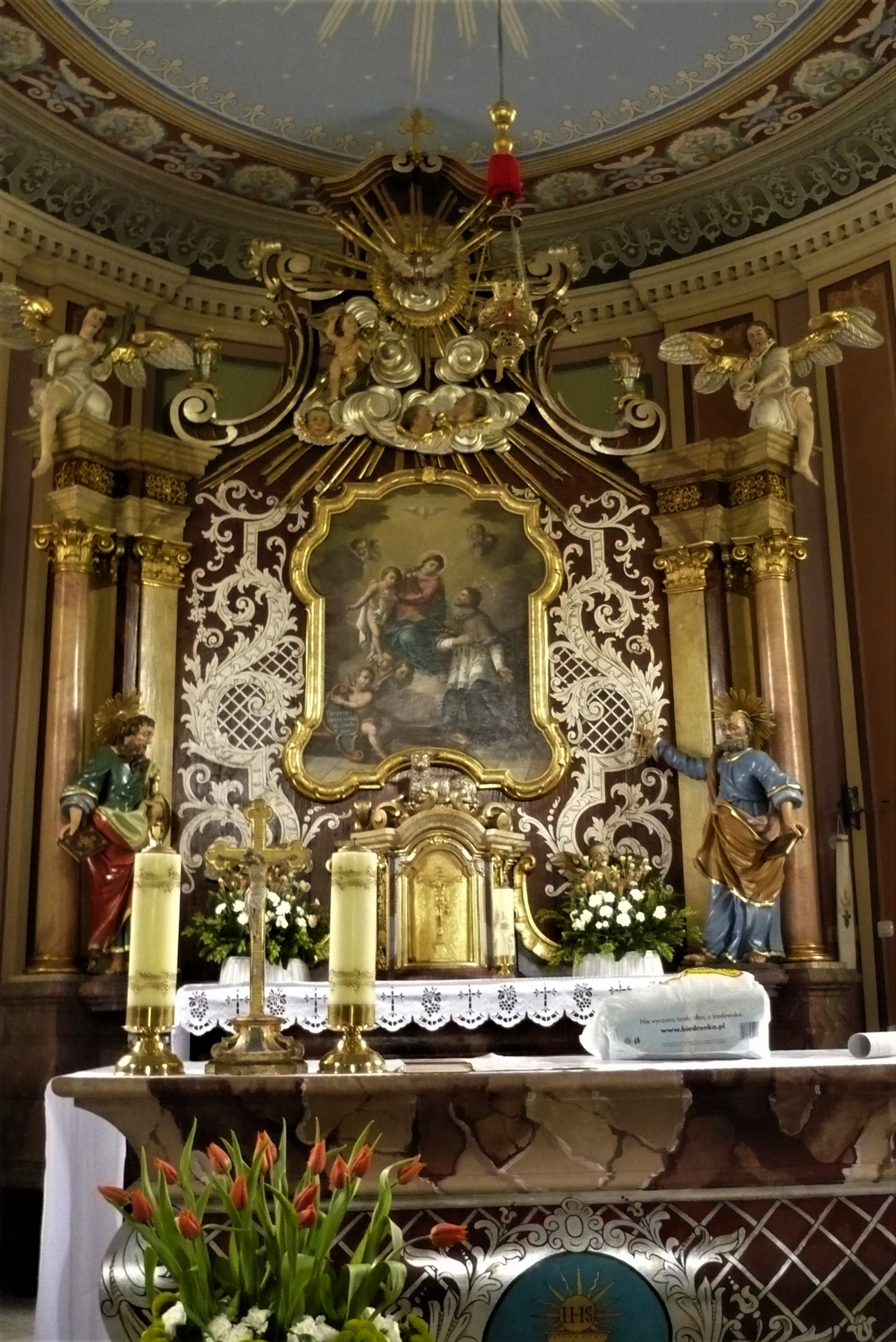
Wnętrze kościoła
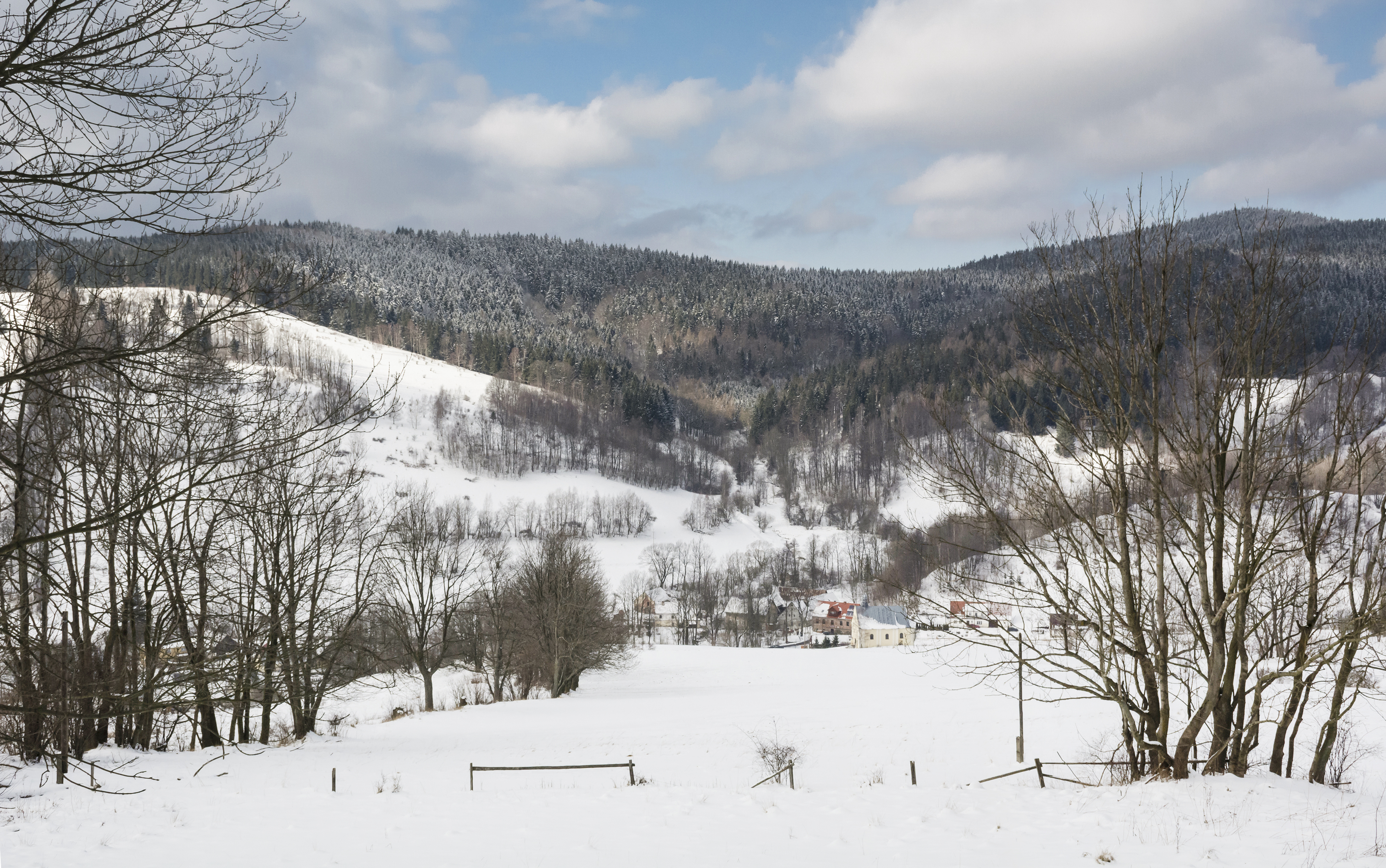
Wieś zimą
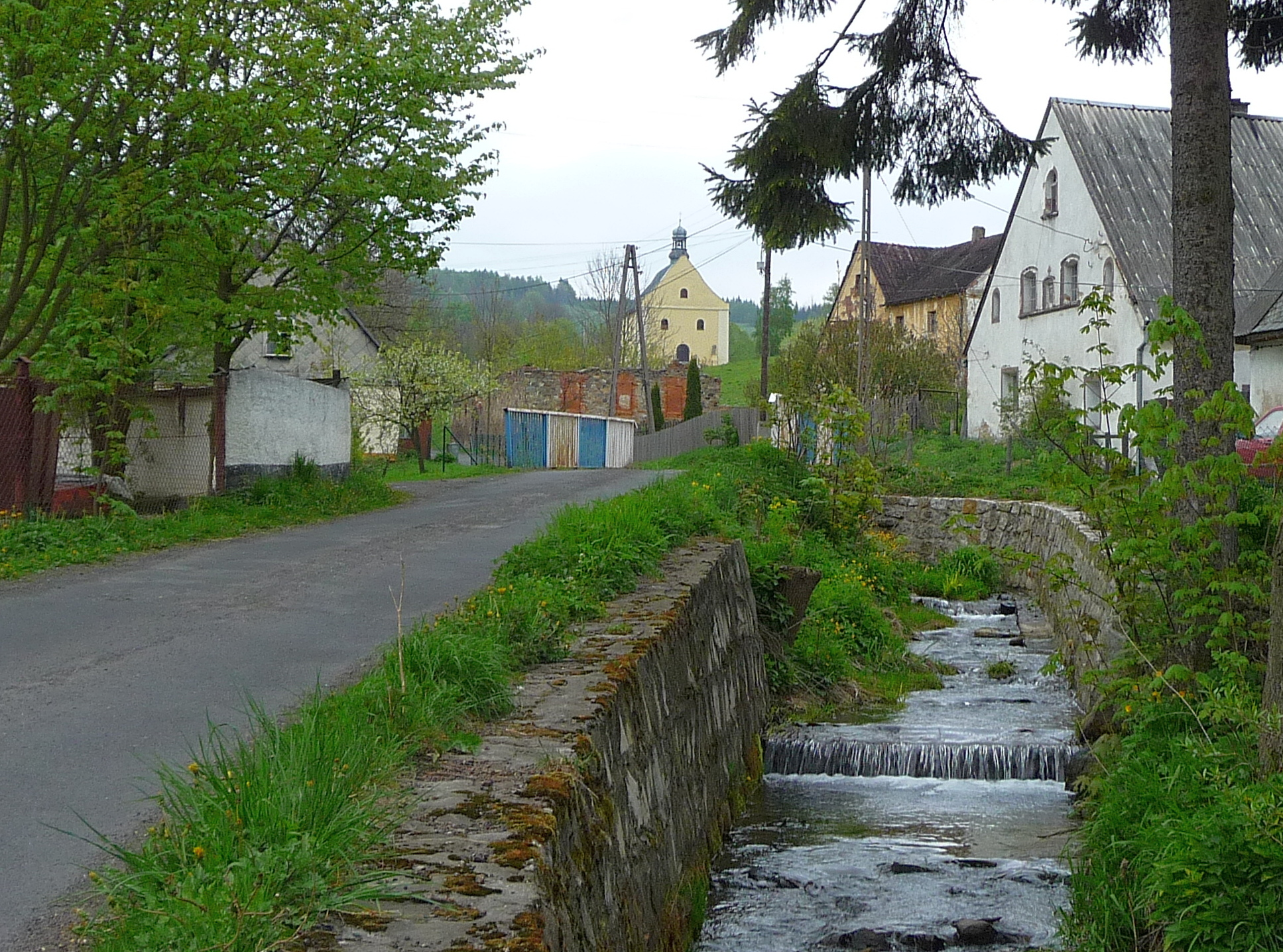
Potok Luta
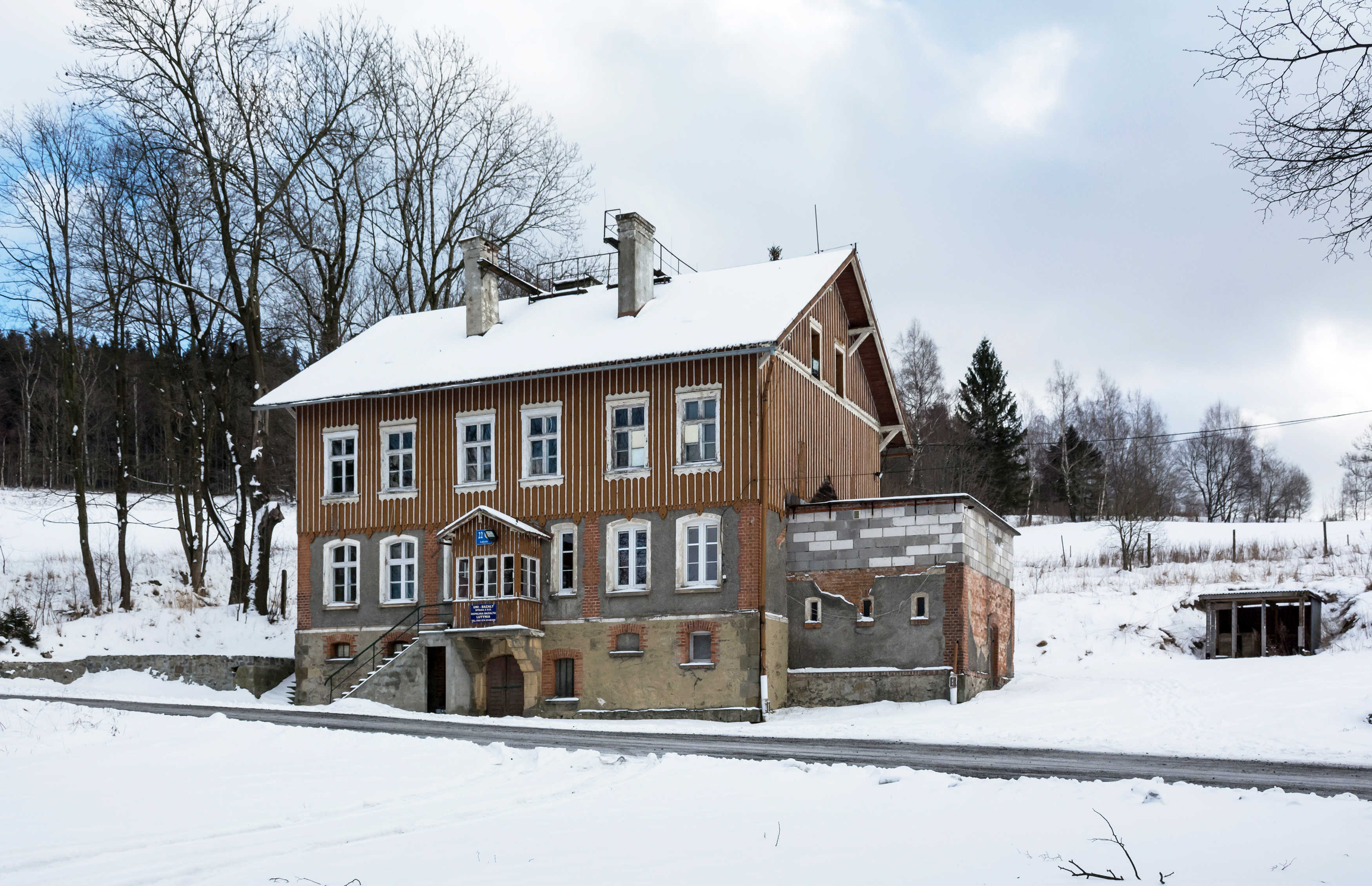
Budynek kopalni „Uni-Bazalt”
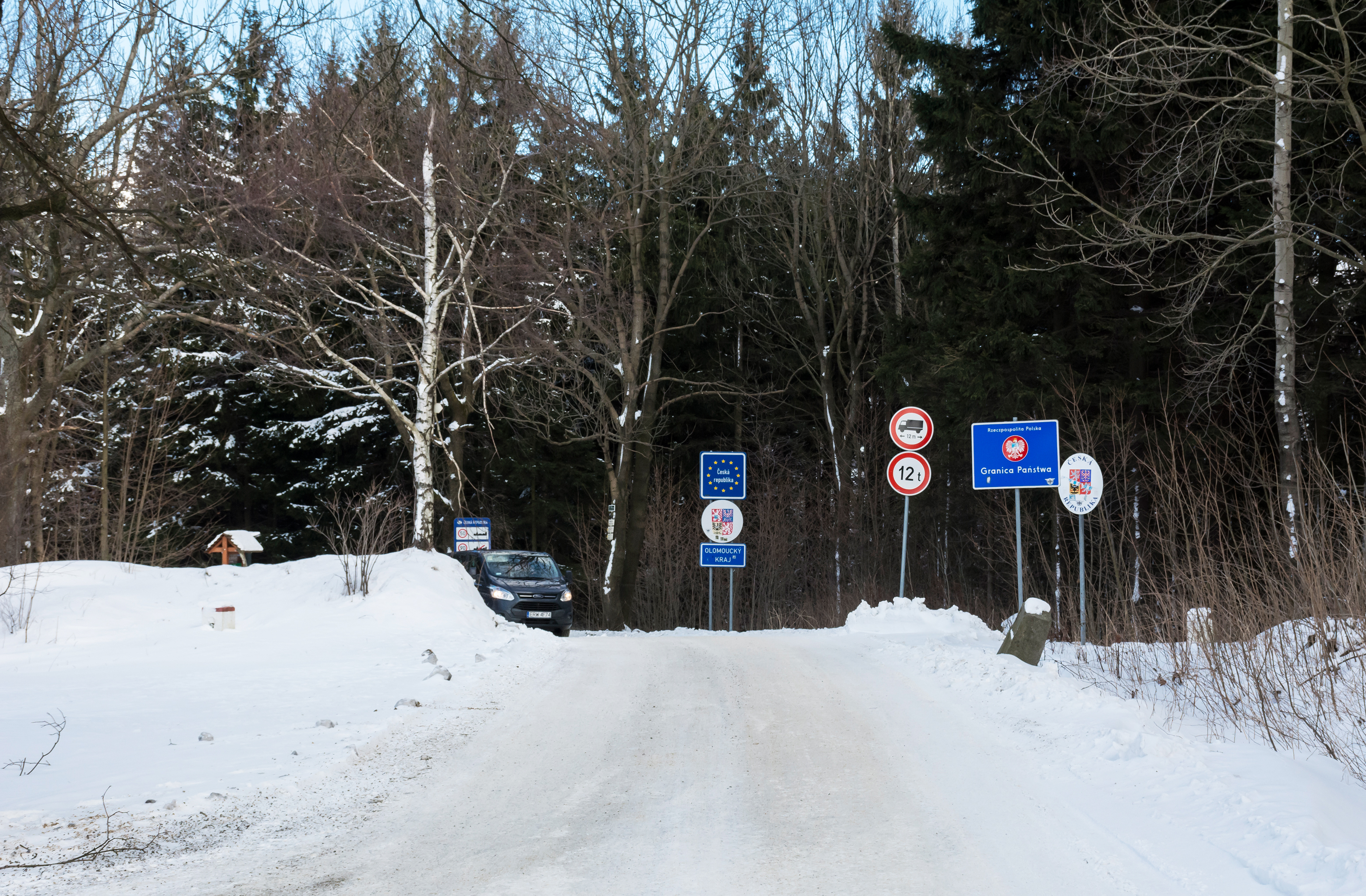
Byłe przejście gran. Lutynia-Travná

## Ciekawostki
- W Lutyni kręcono sceny do polsko-czechosłowackiego filmu o Werwolfie Zagłada Poziomkowego Dworu
- W czasie okupacji, w jednej z nieistniejących już chałup mieściła się głęboko zakonspirowana placówka wywiadu Armii Krajowej. Zajmowała się ona zbieraniem wiadomości i przerzucaniem ludzi (głównie narodowości żydowskiej) na teren Czech. Placówkę prowadziło małżeństwo Józefa i Elżbiety Matejczyków – powstańców śląskich, którzy na te tereny przenieśli się jeszcze przed wojną[7].
- W Lutyni znajdowało się przejście małego ruchu granicznego i na szlaku turystycznym Lutynia – Travná, które funkcjonowało do 21 grudnia 2007 roku.